# Condado de Surrey (Jamaica)

Mapa del condado de Surrey.

El condado de Surrey (en inglés, Surrey County) es el condado más oriental de los tres condados en los que se divide Jamaica.

## Demografía
Abarca una extensión de territorio de 2.009,3 kilómetros cuadrados de superficie y, según las cifras del censo del año 2001, tiene una población de 823.689 habitantes, por lo que se trata del condado más pequeño, pero también el más densamente poblado: cuatrocientas diez personas por kilómetro cuadrado.
Su capital histórica es Kingston, la capital de Jamaica.

## Toponimia
Dado que en este condado se encuentra la ciudad de Kingston, se eligió bautizarlo como Surrey, en honor al condado homónimo inglés en el que se encontraba la ciudad de Kingston upon Thames.

## Parroquias
| Condado de Surrey         |                |                      |                |
| Parroquia                 | Superficie km² | Población Censo 2001 | Ciudad Capital |
| Parroquia de Kingston     | 1,196.3        | 237,024              | Kingston       |
| Parroquia de Portland     | 830.1          | 185,801              | Port Antonio   |
| Parroquia de Saint Andrew | 1,212.6        | 166,762              | Half Way Tree  |
| Parroquia de Saint Thomas | 1,192.4        | 482,308              | Morant Bay     |

- Datos: Q651453